# Kasteel van Fontaine (Emptinne)
Het kasteel van Fontaine is een kasteel gelegen in het Belgische dorp Emptinne, een deelgemeente van Hamois.